# ريتشارد فريد
ريتشارد فريد (بالإنجليزية: Richard Freed)‏ هو ناقد موسيقي أمريكي، ولد في 27 ديسمبر 1928.

## وصلات خارجية
- ريتشارد فريد على موقع ميوزك برينز (الإنجليزية)
- ريتشارد فريد على موقع ميوزك برينز (الإنجليزية)
- ريتشارد فريد على موقع ديسكوغز (الإنجليزية)
- ريتشارد فريد على موقع ديسكوغز (الإنجليزية)
- ريتشارد فريد على موقع ديسكوغز (الإنجليزية)